# Pediobius orientalis
Pediobius orientalis är en stekelart som först beskrevs av Crawford 1910.  Pediobius orientalis ingår i släktet Pediobius och familjen finglanssteklar. Inga underarter finns listade i Catalogue of Life.